# Leichtathletik-Weltmeisterschaften 2015/Teilnehmer (Kolumbien)
| Gelbes Symbol für Goldmedaillen mit stilisierten Olympischen Ringen | Graues Symbol für Silbermedaillen mit stilisierten Olympischen Ringen | Braundes Symbol für Bronzemedaillen mit stilisierten Olympischen Ringen |
| ------------------------------------------------------------------- | --------------------------------------------------------------------- | ----------------------------------------------------------------------- |
| 1                                                                   | —                                                                     | —                                                                       |

Die Federación Colombiana de Atletismo, der Leichtathletikverband Kolumbiens, nominierte 13 Athleten für die Leichtathletik-Weltmeisterschaften 2015 in der chinesischen Hauptstadt Peking.

## Medaillen
Mit einer gewonnenen Goldmedaille belegte das Team Kolumbiens Rang 15 im Medaillenspiegel.

### Medaillengewinner

#### Gold
- Caterine Ibargüen: Dreisprung

## Ergebnisse

### Männer

#### Laufdisziplinen
| Athlet                | Disziplin        | Vorlauf     | Vorlauf | Halbfinale  | Halbfinale | Finale             | Finale             |
| Athlet                | Disziplin        | Zeit        | Platz   | Zeit        | Platz      | Zeit               | Platz              |
| --------------------- | ---------------- | ----------- | ------- | ----------- | ---------- | ------------------ | ------------------ |
| Rafith Rodríguez      | 800 m            | 1:46,39 min | 8       | 1:45,63 min | 9          | nicht qualifiziert | nicht qualifiziert |
| Gerald Giraldo        | 3000 m Hindernis | 9:16,47 min | 36      |             |            | nicht qualifiziert | nicht qualifiziert |
| Eider Arévalo         | 20 km Gehen      |             |         |             |            | 1:21:13 h          | 7                  |
| José Leonardo Montaña | 20 km Gehen      |             |         |             |            | 1:23:53 h          | 22                 |
| Kenny Martín Pérez    | 20 km Gehen      |             |         |             |            | 1:29:31 h          | 50                 |
| Luis Fernando López   | 50 km Gehen      |             |         |             |            | 3:55:43 h          | 20                 |

#### Sprung/Wurf
| Athlet          | Disziplin  | Qualifikation | Qualifikation | Finale     | Finale |
| Athlet          | Disziplin  | Weite/Höhe    | Platz         | Weite/Höhe | Platz  |
| --------------- | ---------- | ------------- | ------------- | ---------- | ------ |
| Mauricio Ortega | Diskuswurf | 62,54 m       | 11            | 62,01 m    | 11     |

### Frauen

#### Laufdisziplinen
| Athletin      | Disziplin        | Vorlauf     | Vorlauf | Halbfinale  | Halbfinale | Finale             | Finale             |
| Athletin      | Disziplin        | Zeit        | Platz   | Zeit        | Platz      | Zeit               | Platz              |
| ------------- | ---------------- | ----------- | ------- | ----------- | ---------- | ------------------ | ------------------ |
| Muriel Coneo  | 1500 m           | 4:08,31 min | 18      | 4:18,14 min | 22         | nicht qualifiziert | nicht qualifiziert |
| Muriel Coneo  | 3000 m Hindernis | 9:55,53 min | 24      |             |            | nicht qualifiziert | nicht qualifiziert |
| Sandra Arenas | 20 km Gehen      |             |         |             |            | 1:33:24 h          | 19                 |

#### Sprung/Wurf
| Athletin          | Disziplin  | Qualifikation | Qualifikation | Finale             | Finale             |
| Athletin          | Disziplin  | Weite/Höhe    | Platz         | Weite/Höhe         | Platz              |
| ----------------- | ---------- | ------------- | ------------- | ------------------ | ------------------ |
| Caterine Ibargüen | Dreisprung | 14,42 m       | 2             | 14,90 m            | Gold               |
| Yosiris Urrutia   | Dreisprung | 13,84 m       | 12            | 14,09 m            | 10                 |
| Flor Ruíz         | Speerwurf  | 57,25 m       | 27            | nicht qualifiziert | nicht qualifiziert |

#### Siebenkampf
| Athletin       | Disziplin | 100 m Hürden | Hochsprung | Kugelstoßen | 200 m | Weitsprung | Speerwurf | 800 m | Punkte | Platz |
| -------------- | --------- | ------------ | ---------- | ----------- | ----- | ---------- | --------- | ----- | ------ | ----- |
| Evelis Aguilar | Ergebnis  | DNS          | DNS        | DNS         | DNS   | DNS        | DNS       | DNS   | DNS    | DNS   |
| Evelis Aguilar | Punkte    | 0            | 0          | 0           | 0     | 0          | 0         | 0     | DNS    | DNS   |